# Sebastián de Belalcázar
Sebastián de Belalcázar, nacido como Sebastián Moyano y Cabrera (Belalcázar, Corona de Castilla, 1480-Cartagena de Indias, Gobernación de Cartagena, Imperio español, 1551), fue un militar, explorador, descubridor y conquistador español, que fue nombrado adelantado y gobernador de Popayán en 1540, para recién tomar posesión del cargo en 1542.
Llegó al Nuevo Mundo en 1514 con Pedrarias Dávila, participando en la fundación de Panamá (1519) y obteniendo una encomienda en Natá. En 1524, se unió a Francisco Hernández de Córdoba en la conquista de Nicaragua, donde fue nombrado alcalde de León. En 1531, Belalcázar se dirigió a Perú para unirse a Francisco Pizarro en la conquista del Imperio Inca, participando en la captura de Atahualpa en Cajamarca. Posteriormente, se le encargó la defensa del norte del Tahuantinsuyo junto a Diego de Almagro y, adelantándose a Pedro de Alvarado, fundó Santiago de Quito (1534), la primera ciudad española en el actual Ecuador, cerca de Riobamba. Luego, continuó la conquista hacia el norte, fundando San Juan Bautista de Ambato (1534) y San Francisco de Quito (1534) sobre las ruinas de la antigua capital inca. También contribuyó a la fundación de San Gregorio de Portoviejo (1535) y Santiago de Guayaquil (1535), importantes puertos en la costa ecuatoriana. Su expedición continuó hacia el norte, fundando Santiago de Cali (1536) y Asunción de Popayán (1537) en el actual territorio colombiano, antes de dirigirse al Nuevo Reino de Granada en busca de El Dorado, donde se encontró con Gonzalo Jiménez de Quesada y Nicolás Federmann.

## Biografía

### Origen
Sebastián de Belalcázar había nacido como Sebastián Moyano y Cabrera en 1480 en la localidad de Belalcázar, del valle de los Pedroches, que desde 1833 forma parte de la actual provincia española de Córdoba, pero que pertenecía entonces a la Extremadura de la provincia de Salamanca en el reino de León, y por ende a la Corona de Castilla. Era hijo de N. Moyano (n. Reino de Galicia de la Corona castellana, ca. 1450) y su esposa N. de Cabrera, de origen campesino. Además Inca Garcilaso dijo sobre él que tuvo un hermano gemelo, y que al nacer fue Sebastián el segundo. Se desconoce información sobre su infancia, aunque Juan de Castellanos afirma que sus padres murieron pronto y tuvo que trabajar desde temprana edad ayudando a su hermano. No se sabe si además de su gemelo tuvo otros hermanos. Adicionalmente, se conoce la anécdota que en un día de lluvia metió a un burro que llevaba leña en un atascadero. Lamentablemente terminaría muriendo cuando Belalcázar lo golpeó para sacarlo, y para evitar represalias, huyó por un tiempo de su casa. Terminaría deambulando por ciudades de Andalucía y Castilla. Tiempo después iría a Sevilla, donde se enrolaría para ir a las expediciones a las Indias en 1507. Desembarcó en Santa María la Antigua del Darién en 1513, poco antes de que Núñez de Balboa descubriera la Mar del Sur. Desde luego su nombre no figura en la lista de los compañeros de Balboa.

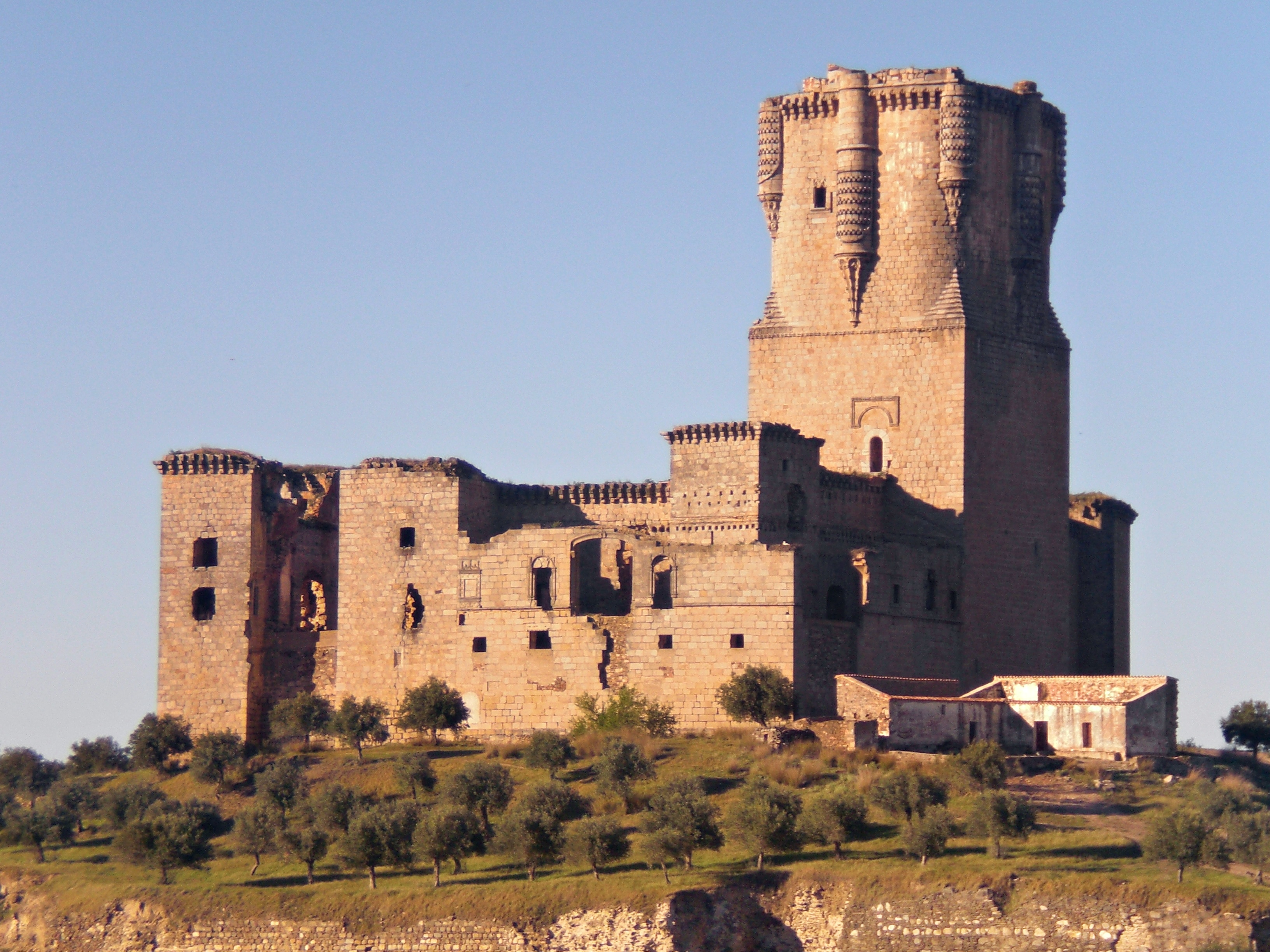
Castillo de Belalcázar o Bello Alcázar, de donde tomaría su apellido como recuerdo de su origen, en lugar de Moyano.

Cambió su apellido original Moyano al pasar a la América española como recuerdo de su población natal, que a su vez había mudado su antiguo nombre de Gahete por el de Belalcázar tras la construcción del hermoso castillo o bello alcázar donado por el rey Juan II de Castilla al señor Gutierre de Sotomayor, maestre de la Orden de Alcántara, que tomó posesión de la fortaleza en 1445. Sin embargo, la ambigüedad de su apellido gira alrededor del hecho de que ambos hacen referencia toponímica, siendo el primero un pueblo castellano y el segundo una gran población en Córdoba. Los historiadores han debatido la precisión de la referencia, con Gonzalo Fernández de Oviedo apoyando el primer caso y el Inca Garcilaso y Juan de Castellanos el segundo. El debate no está sellado, ya que se sabe que Belalcázar era analfabeto y los documentos firmados los hacían sus secretarios confundiendo las formas para mayor dificultad de su definición historiográfica posterior. En su primera carta, no obstante firmó como Benalcázar, que es la manera como es conocido principalmente en Ecuador, donde fundó muchas de sus ciudades importantes.

## Viaje a América y primeras campañas

### Llegada y conquista de Panamá y Nicaragua

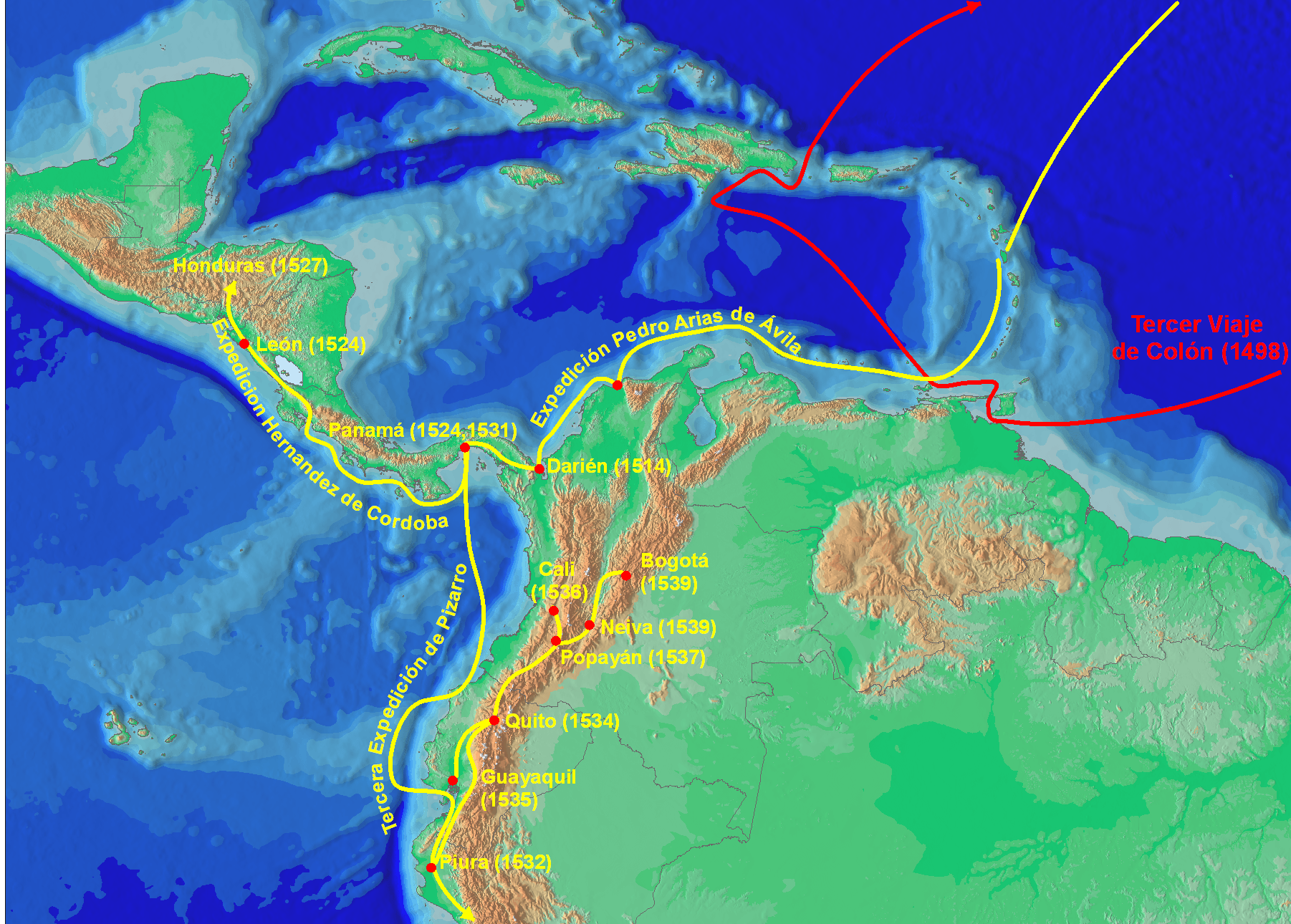
Belalcázar en América: ruta y conquista.

De acuerdo con varias fuentes, pudo haber viajado al Nuevo Mundo con Cristóbal Colón en una fecha tan reciente como 1498, en el tercer viaje colombino a América. Terminaría uniéndose a las campañas militares para huir de la acuciante pobreza por la situación complicada en la que se encontraba debido a su origen familiar y al accidente con el mulo. Viajó con Pedrarias Dávila al Darién, en 1514, y fue nombrado capitán. Sin embargo, esta terminaría con la ejecución de Balboa en Acla durante la pugna con Pedrarias, de quien Belalcázar era incondicional, lo que le permitiría participar en las acciones de la Gobernación que fundaron Panamá en 1519 y después en la gran expedición de Gaspar de Espinosa dirigida al territorio de Azuero, donde consiguió una encomienda de indígenas en Natá. Durante esta época le nacieron dos de sus hijos llamados Francisco y Sebastián, los primeros criollos nacidos en América. Durante esta época conoció probablemente a Francisco Pizarro, con quien entabló amistad, y  Diego de Almagro, con quien participaría en la fundación de Santiago de Quito a cargo de Almagro. Varios años más tarde, en 1524, Francisco Hernández de Córdoba lo llevó consigo a la conquista de Nicaragua, tras la que fue nombrado alcalde de la ciudad de León. Permaneció en el cargo hasta 1527, cuando viajó a Honduras debido a las disputas internas de los gobernadores españoles.

### Regidor de León y vida familiar
Desarrolló sus campañas en Panamá gracias al trabajo de Gil González Dávila que había desplegado en Nicaragua. Junto a Francisco Hernández de Córdoba se dirigió a ese territorio para asegurarlo, lo que le permitió recorrer parte de Centroamérica, participando en la fundación de León y Granada y también en el descubrimiento del río Desaguadero. Al término de la empresa regresa a Nicaragua para establecerse en la nueva ciudad de León, donde presenció la muerte de Hernández de Córdoba, ejecutado tras la acusación de rebeldía contra Pedrarias. Esta sería una de las primeras pugnas entre conquistadores que presenciaría Belalcázar, seguida por la famosa pelea entre Pizarro y Almagro. Años más tarde, en 1527 fue enviado a lo que ahora es Honduras junto a Albítez con el fin de exigir a Hernando de Saavedra que no tomase control para sí del puerto de Trujillo. Encontraron en su lugar a Diego López de Salcedo, quien había sido nombrado gobernador de Honduras y que ordenó su detención. Belalcázar fue juzgado pero corrrió con buena suerte, ya que uno de los jueces era su amigo Gaspar de Espinosa. Esto cambió el destino de su vida, que pudo haber terminado en ese momento. Después de esto se iría de Santo Domingo a finales del año 1527 con dirección a León y encontró a Pedrarias como gobernador de Nicaragua. Se quedó ahí con su amigo durante siete años, donde disfrutó de la encomienda que había ganado y también el cargo de regidor de León. 
Tuvo más hijos llamados: Lázaro, Catalina, María y Magdalena (por confirmar esta última). Trasladó allá también a sus dos hijos mayores para vivir unos años en familia. Ganó  prestigio y llegó a ser propuesto para alcalde. El 6 de marzo de 1531 fue una fecha importante en la vida de Belalcázar, al morir su amigo Pedrarias Dávila a los noventa y un años de edad. Buscó la sucesión en el cargo, pero al serle denegada, decidió dejar Centroamérica con dirección a Perú, ya que se estaba llevando a cabo la conquista del imperio Inca y Francisco Pizarro, a quien había conocido tiempo antes, le había llamado. Vendió sus propiedades, reclutó a setenta hombres con sus caballos y pertrechos y partió de Nicaragua en mayo de 1532 hasta Puerto Viejo, donde se sumó a las tropas de Pizarro al mando importante de la caballería junto a Hernando Pizarro y también al destacado conquistador Hernando de Soto. Llegaba, pues, Belalcázar como un militar probado con experiencia y prestigio, a diferencia de su primer arribo a América desde Sevilla.

## La conquista del norte del Imperio Incaico

### La captura de Atahualpa

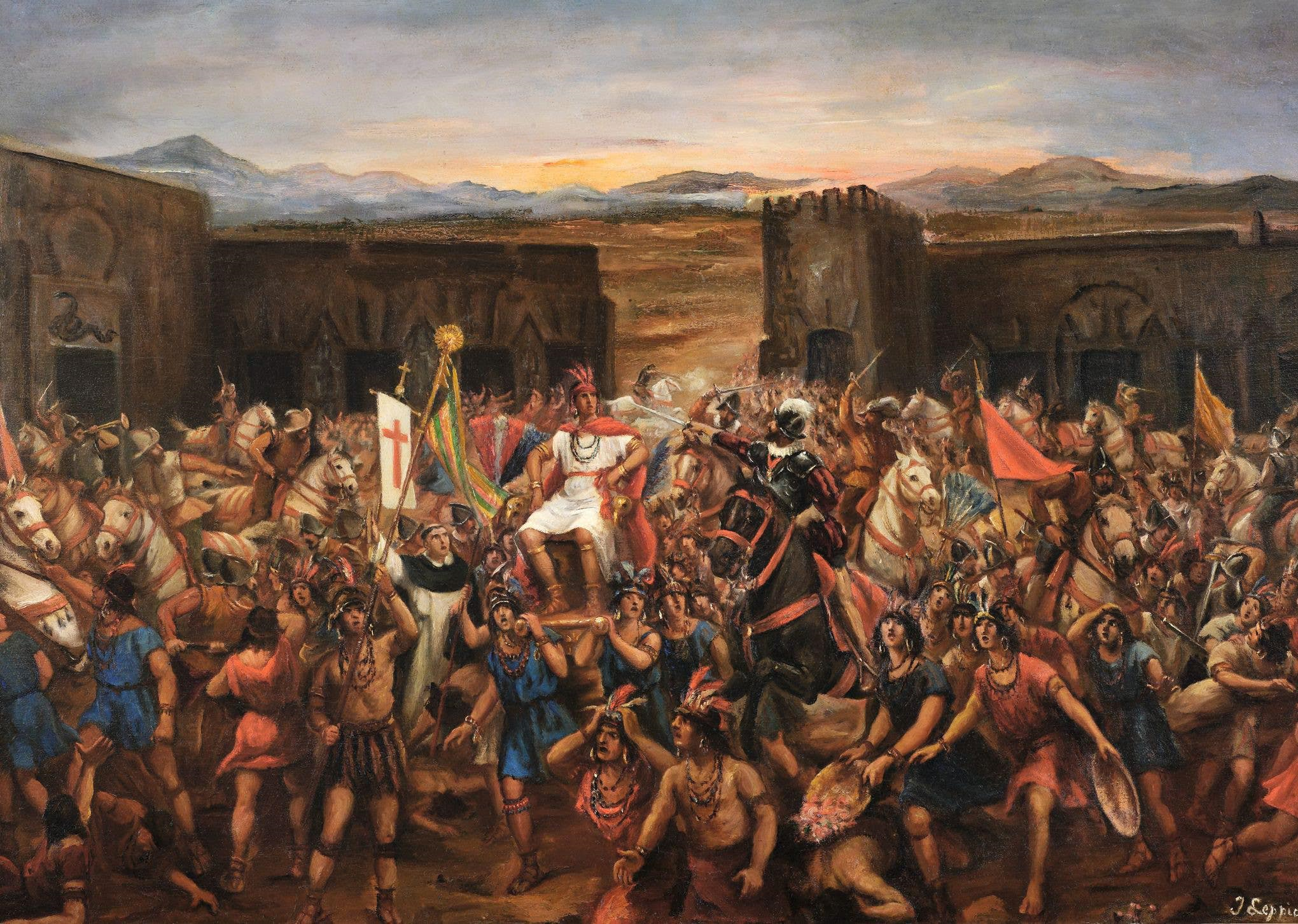
Cuadro de la captura de Atahualpa con Pizarro y el Inca en primer plano. Entre los caballeros conquistadores, los hermanos Pizarro, Hernando de Soto y Sebastián de Belalcázar

Al unirse a esta campaña se convirtió en uno de los grandes conquistadores del incario y aumentó la fama que había ganado en Centroamérica. Llegó primero a Cajamarca, donde tenían a Atahualpa el 15 de noviembre de 1532. Al día siguiente se libró la famosa batalla entre las huestes del Inca y los conquistadores. Hicieron prisionero a Atahualpa, lo que suponía una amenaza para la existencia futura del imperio indígena. Para evitarlo se ofreció un rescate que se terminaría repartido entre los conquistadores al día siguiente. La parte de la que logró disfrutar Belalcázar consistía en 407 marcos, 2 castellanos de plata y 9.909 pesos. Algo alto, en honor a su rango y de similar magnitud a la que tuvo Pedro de Candía, solo superado por los hermanos Pizarro y Hernando de Soto. Después recibió 1250 marcos adicionales del tesoro que lograron recuperar en Cuzco. De esta manera se confirmó el prestigio ganado anteriormente con resultados militares y se granjeó la confianza de Pizarro y Almagro para el resto de las campañas. Al terminar con esto, Pizarro se dirigió al sur para mantener el control de la capital. Con el fin de evitar que quedase indefensa la zona norte del Tahuantinsuyo, envió a Almagro y Belalcázar para defender la región de la posible injerencia de otros conquistadores que quisieran una parte del botín, ahora que la parte más crítica de la conquista se había llevado a cabo. Tras la noticia de que Pedro de Alvarado se dirigía a los territorios del actual Ecuador y Colombia, Belalcázar fue asignado primero a San Miguel como puente con Panamá para recibir los  refuerzos que se precisaran en la conquista de Perú. Sin embargo, fue ahí donde empezaron las diferencias con Francisco Pizarro, ya que el amigo de Belalcázar Gaspar de Espinosa hacía de intermediario en la corte manipulándolo por no saber leer ni escribir. Se cree que por influencia de Espinosa se escribió - con ayuda de sus secretarios - la carta al Emperador en la que comunicaba que Francisco Pizarro le había enviado a San Miguel, en la que se autotitulaba teniente de gobernador de Pizarro y comunicba que estaba conteniendo el pueblo y la provincia y que estaba al tanto de que el gobernador de Guatemala Pedro de Alvarado quería ir a esa tierra porque argumentaba que no estaba conquistada. Esto le provocó después problemas judiciales porque sería identificado como un posible conquistador rebelde dentro de las guerras entre los conquistadores.

### Fundación de Santiago de Quito

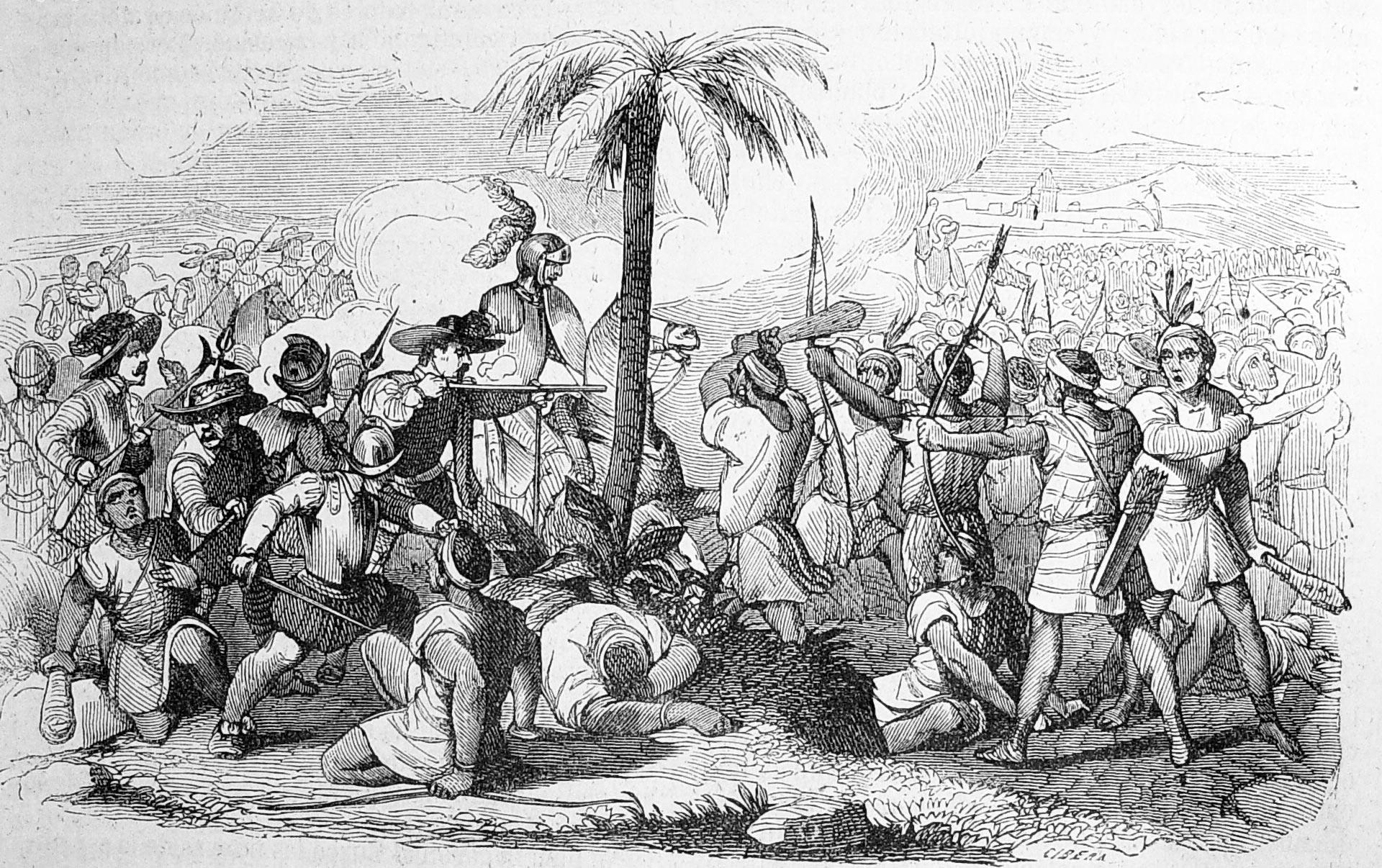
Historia de la conquista del Perú, 1851, "Ataque en las llanuras de Riobamba".

Acompañó inicialmente a Diego de Almagro en su defensa del norte del Incario, quien para adelantarse a Alvarado fundó la ciudad de Santiago de Quito el 15 de agosto de 1534 y días más tarde instauró el cabildo. Esto sería en la zona central del actual Ecuador en Colta, cerca de Riobamba. Durante esta etapa empezó la batalla con las tribus indígenas y la estrategia militar para conquistar esta zona. Llegaron primeramente a Chan chan, la antigua capital del Reino Chimor, y después se dirigieron a Tiocajas, donde se enfrentaron a las huestes de Rumiñahui, un general fiel a Atahualpa que no se había rendido a pesar de la muerte del Inca. Les había preparado el general una batalla con treinta mil indígenas con una serie de huecos en el campo que servían de trampas para caballos. Sin embargo, las alianzas con los indígenas les fueron muy útiles, puesto que uno de ellos les guió por un camino que desembocaba en la retaguardia del ejercitó, cerca de Guamote. Ahí lograron ahuyentar a las tropas incas y apoderarse de lo que era la intendencia de Rumiñahui: cuarenta mil llamas, ciento sesenta mil raciones de comida y cinco mil mujeres. Después emprendieron el viaje con dirección a Riobamba mientras peleaban en el camino con diez mil guerreros que respondían al general Zocozopagua, mientras que Rumiñahui atacaba por la espalda a modo de tenaza. Los caminos se encontraban asimismo repletos de hoyos, por lo que algunos caballos quedaron inservibles. Además, los cañaris les alertaron de otras trampas al sur de la laguna de Colta, por lo que emprendieron una vuelta alrededor de Riobamba, donde eran esperados por los ejércitos de los tres grandes generales indígenas: Rumiñahui, Quizquiz y Zocozopagua. Lograron con dificultades imponerse y salir victoriosos, por lo que entraron finalmente en la ciudad el 3 de mayo.

### Fundación de San Juan Bautista de Ambato
Continuaron por el resto de los Andes, dirigiéndose hacia el norte y pasando en el camino por Ambato, Cutuchi, Mulaló y Uyumbicho. En el primero de ellos fundó la villa de Ambato el 24 de agosto de 1534, apenas nueve días después de la de Riobamba (con el nombre de Santiago de Quito). Estuvo ubicado a la orilla derecha del río homónimo, en el barrio que hoy en día se conoce como el Socavón. Los trabajos de fundación se llevaron a cabo formalmente en años posteriores hacia 1570, cuando por orden del presidente de la Real Audiencia de Quito vino Antonio de Clavijo con el encargo de delinear las calles, plazas y señalar el sitio donde debía construirse la iglesia.

### Fundación de San Francisco de Quito

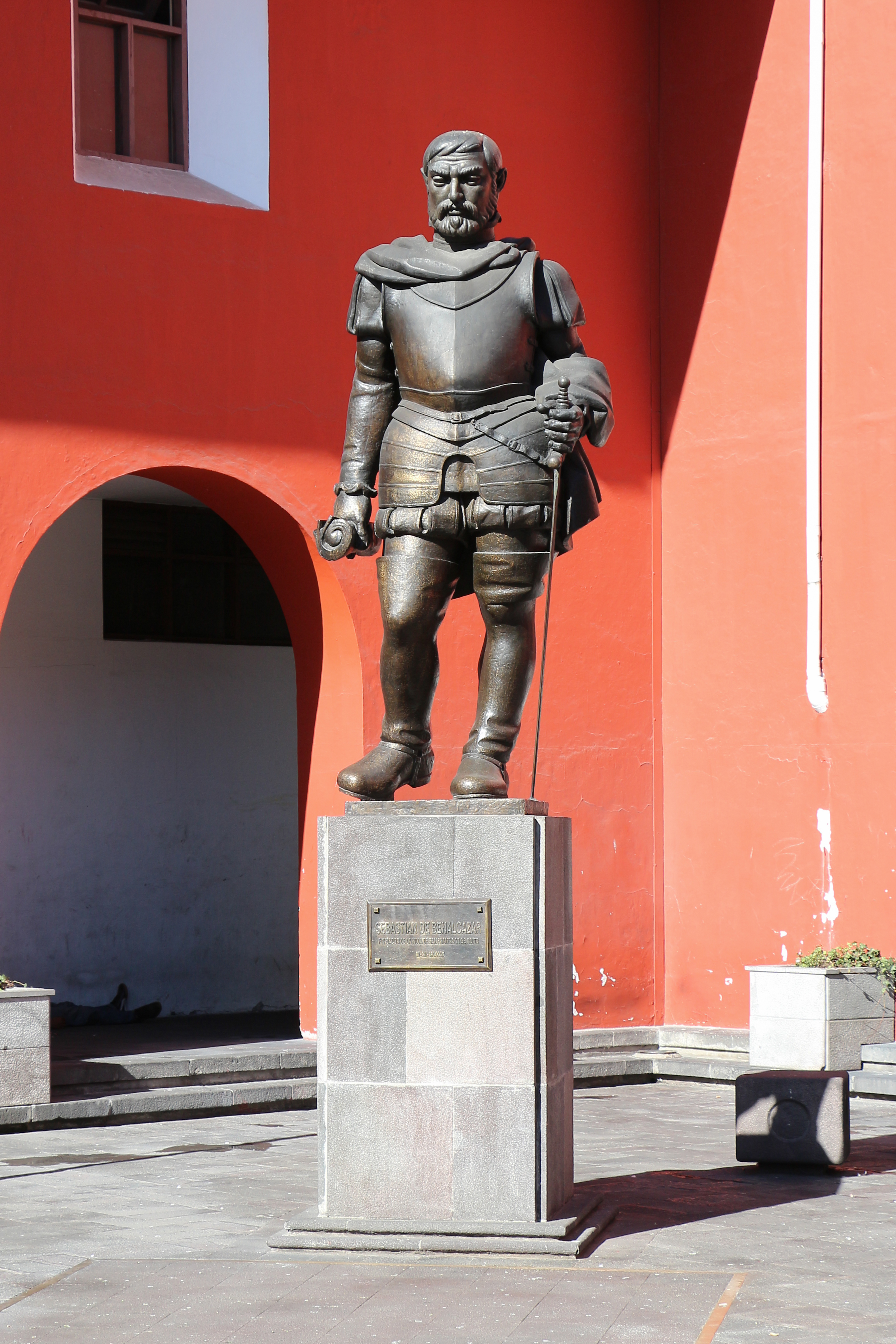
Estatua de Benalcázar en Quito

Después de esto quiso dar la batalla en la ciudad del norte, donde se creía estaba la última concentración de los ejércitos incas. En este lugar se produjo el intento de Rumiñahui para detenerlos, ya que los recibió con flecheros y honderos, que fueron ahuyentados por la caballería. Entraron finalmente en una ciudad que se encontraba en ruinas, dado que el general prefirió incendiarla a verla caer en manos de Belalcázar, su ejército y los indígenas que lo habían traicionado. Según cuentan los cronistas, se había llevado el oro, cuatro mil mujeres y once hijos que habían sido de Atahualpa. Al capturarlos, uno de ellos, Francisco de Atahualpa, sería después evangelizado y educado por el franciscano Jodoco Ricke. Mientras se hallaban en la ciudad, fueron emboscados por los caciques de Chillos y Latacunga en la noche. Combatieron a pie por miedo a usar los caballos ante la falta de luz y al finalizar la noche lograron subir a ellos y terminaron con el asedio. Al día siguiente llegaron siete caciques para pedir la paz y se supo que el ejército inca huía a Quijos, en la Amazonía. Después buscaron el tesoro que había sido ocultado por el general, por lo que llegaron hasta lo que ahora es la ciudad de Quinche, donde encontraron simplemente a mujeres y niños, ya que los hombres habían sido reclutados por Rumiñahui. En este lugar se ordenó que mataran a las mujeres y niños como represalia. Luego siguieron a Cayambe para saquear el templo al Sol.
Antes de seguir hacia el norte, se quedó un momento en Quito para ayudar a Diego de Almagro, quien debía hacer frente a Pedro de Alvarado, que había zarpado desde Guatemala para conquistar nuevamente los territorios y ser recompensado. Se unió a Almagro junto con unos ciento cuarenta infantes y treinta jinetes que venían de la ciudad de Jauja en el sur. Desembarcó después Alvarado en Puerto Viejo y se dirigió hacia los Andes para llegar a Ambato. En el camino descubrió huellas de caballos, lo que le desilusionó al comprobar que se le habían anticipado otros conquistadores. Encontró al ejército de Almagro y Belalcázar en Moche, donde pidió paso en paz. Se reunieron los tres en Santiago de Quito y llegaron a un acuerdo en el que cedió Alvarado, puesto que la ciudad ya había sido fundada el 15 de agosto en lo que hoy es Colta, cerca de Riobamba. Vendió parte de lo que había traído para la empresa como barcos, esclavos, caballos y armas por solo 100 000 pesos y regresó a Guatemala, firmando una escritura el 26 de agosto de 1534. De esta forma Belalcázar quedó también como teniente gobernador de Francisco Pizarro en Quito, algo que necesitaba porque había actuado con autonomía y posible rebeldía al haber abandonado San Miguel sin permiso de Pizarro.
Con esto continuó la conquista de Quito, despoblando la ciudad de Santiago que había sido fundada principalmente para lidiar con Alvarado y se dirigió a Píllaro con el fin de enfrentarse al ejército de Rumiñaui. Mientras tanto, el general Quizquiz había sido asesinado por sus capitanes y su ejército se había dispersado. Envió al capitán Luis de Daza para capturar a Rumiñahui que se encontraba en Muliambato y logró apresarlo en la laguna al sur de Píntag. No se conoce cómo fue asesinado. Después Ampudia, capitán del ejército de Belalcázar, consiguió logró apresar a Zocozopagua, el último general, que fue quemado vivo en Quito, poniendo fin a la resistencia indígena. Por último regresó a Quito el 6 de diciembre de 1534 y fundó la ciudad homónima sobre las ruinas de la antigua población inca, llamándola San Francisco de Quito, en honor a los misioneros franciscanos, por lo que en el escudo de la ciudad consta el tradicional cordón franciscano.

### Fundación de San Gregorio de Portoviejo
Fracasó en el intento de mandar a su colaborador Pedro de Puelles a fundar una villa en Puerto Viejo, lo que finalmente consiguió Francisco Pacheco desde San Miguel de Piura. Este último había sido enviado por Almagro con el mismo fin. Esto sucedió en la costa de Ecuador el 12 de marzo de 1535, originalmente a unos 25 km del emplazamiento actual en el sector conocido como El Higuerón. Tuvo como función principal ser el punto de avanzada de los conquistadores y enfrentar a los indígenas de las tribus mantas y picoazá. Su reubicación se debió a que era atacado continuamente por piratas ingleses y franceses, por lo que los asentamientos cambiaron paulatinamente hasta llegar a su ubicación actual. Portoviejo recibió más tarde el título de Muy Leal y Noble Ciudad de San Gregorio de Puerto Viejo, y era especialmente estimada por Carlos I de España, quien supo de esta hazaña y que fue hecha en nombre suyo.

### Fundación de Santiago de Guayaquil

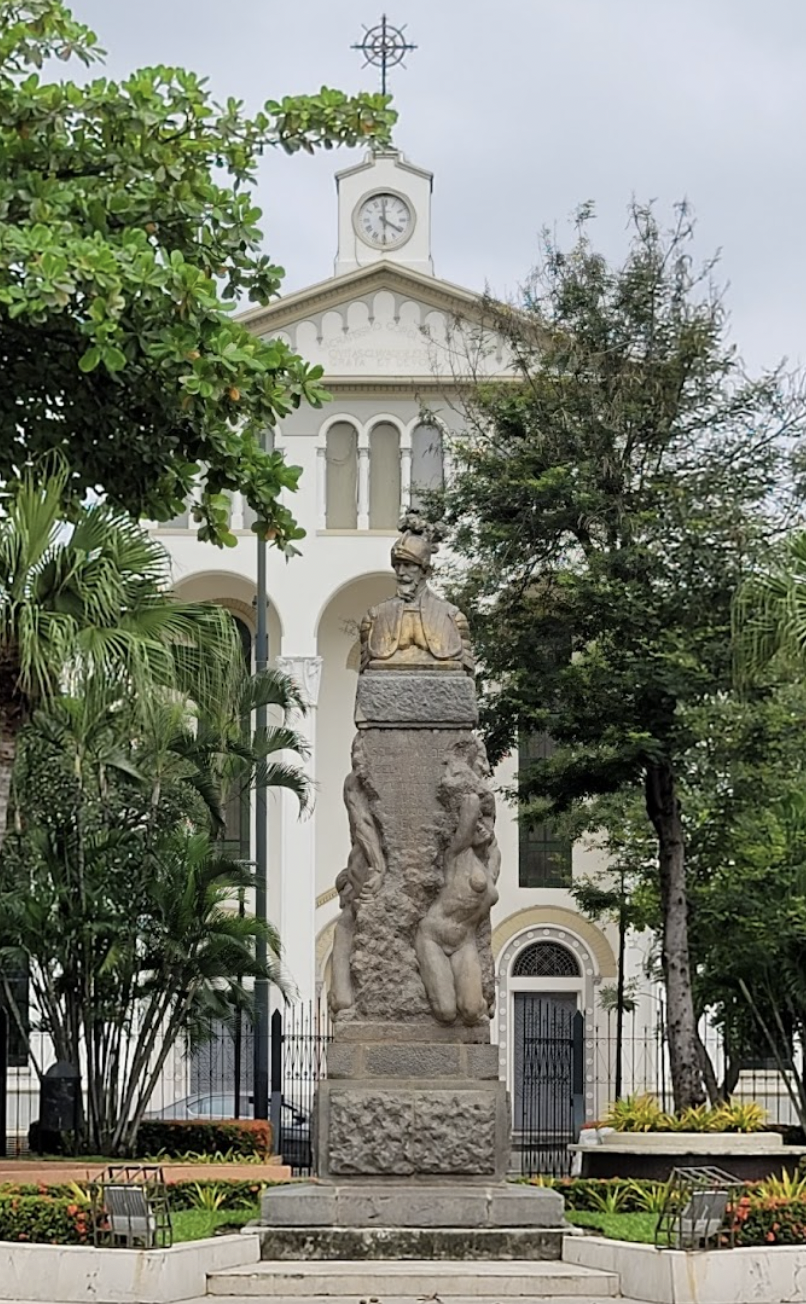
Monumento a Sebastián de Benalcázar en el Parque España, Guayaquil.

Después de esto empezaría otra fundación organizada por Diego de Almagro que tomó dirección hacia el suroeste, inicialmente. Llegó al norte del actual Perú donde se reforzaría con provisiones y hombres, para después dirigirse a la costa donde empezarían una serie de batallas buscando asentar una nueva ciudad ante los indígenas de la zona, que eran principalmente los huancavilcas. Anteriormente estas tribus indígenas habían resistido en tres ocasiones a la conquista de los Incas. Desde las campañas de Huayna Cápac las primeras dos veces hasta la última frente a Atahualpa cuando todavía era joven. Además las expediciones de Pizarro en la Isla Puná para enfrentarse a la tribu homónima había resultado difícil por lo que Belalcázar buscó una preparación completa. Tenía entonces como objetivo la creación de un puerto que sirva para abastecer a los nuevos territorios y comunique también con Centroamérica desde donde llegaban refuerzos. Esta expedición estaría dirigida por Belalcázar quien terminaría ingresando por el Golfo de Guayaquil, de la misma forma en que Pizarro habría intentado antes, sin embargo ahora logró imponerse inicialmente. El primer asentamiento se haría en el Estero de Dumas, cerca del río Amay. Dejaría a Diego de Daza como encargado de la administración y se emprendería camino a Quito. De esta forma se haría la fundación de Santiago de Guayaquil. No sería la definitiva puesto que porque no se libró una batalla definitiva, como si sucedería en Quito donde los tres generales indígenas fueron eliminados, existiría una resistencia importante de los nativos. Por esta razón los chonos matarían inicialmente a la mitad de la población forzando una reubicación posterior (en honor a esta tribu indígena se crearía después la ciudad de Chone en la provincia de Manabí). Además, las enfermedades tropicales debido a la alta humedad de la zona presentaría dificultades a los primeros conquistadores. Sería reubicada por un total de cinco veces, una de ellas por el famoso conquistador Francisco de Orellana, antes de sus expediciones hacia el Amazonas. Finalmente sería Francisco de Olmos quien fundaría la ciudad a los pies del Cerro Santa Ana, donde se ubica en la actualdiad desde 1947. Tomaría el nombre de la tribu Huancavilca a lo que se le antepondría a Santiago, en honor a Santiago de Compostela que guardaba a los militares españoles desde la reconquista de la península. De esta manera la antigua ciudad de Santiago de Quito se dividiría en San Francisco de Quito y Santiago de Guayaquil, antes de proseguir con las expediciones hacia el norte.

### Fundación de Santiago de Cali

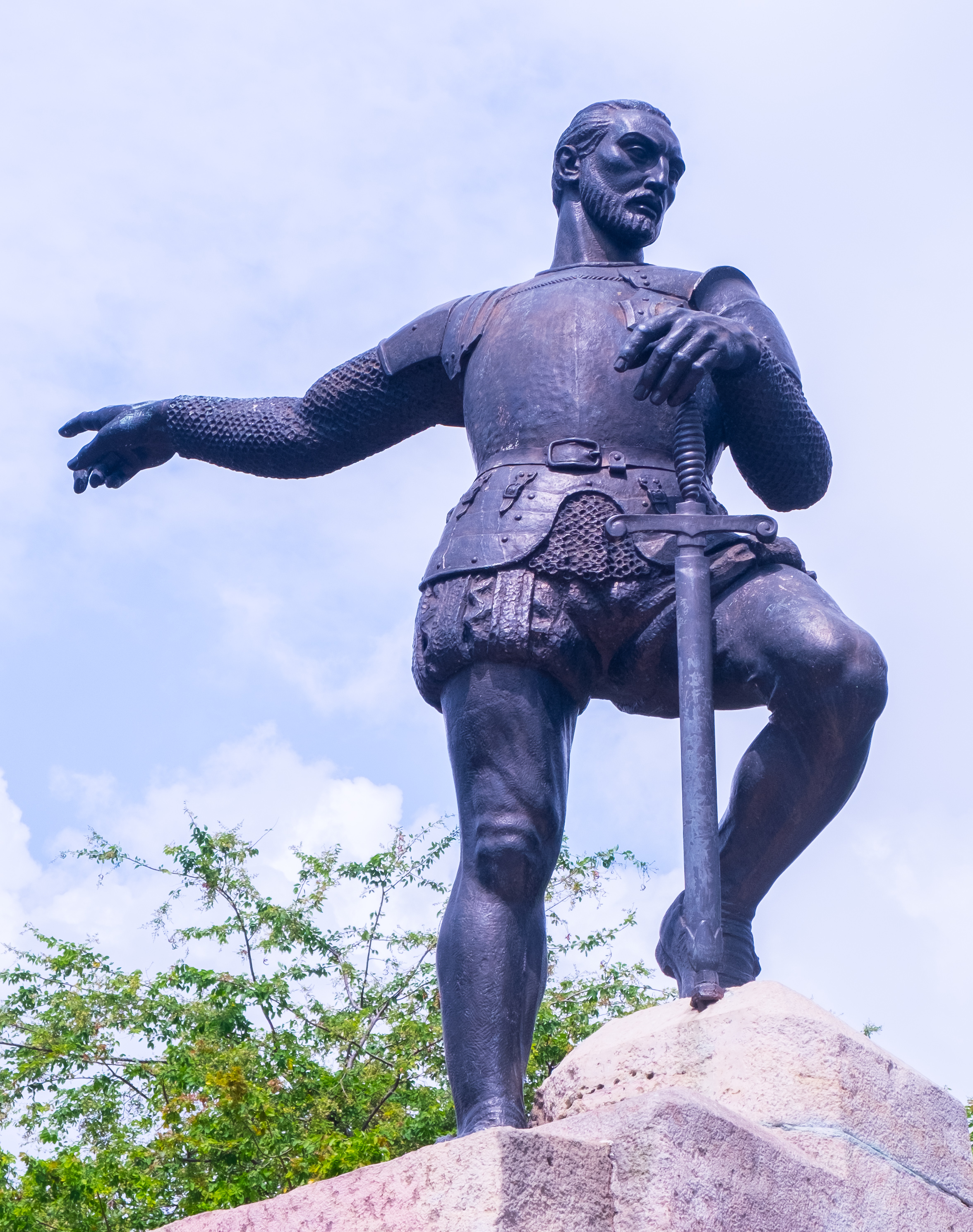
Monumento a Belalcázar en Cali

Conocería por esta época las leyendas de El Dorado y el País de la Canela y empezaría a buscarlos. En octubre mientras se encontraba en San Miguel, su amigo Gaspar de Espinosa le ayudaría escribiendo a la Reina el 6 de noviembre siguiente desde donde se encontraba en ese momento, Panamá, con el informe de los preparativos para buscar la tierra dorada. Sería aceptado y después comunicaría a Pizarro también. De esta forma empezaría su conquista en 1536 con cerca de trescientos soldados y algunos indígenas que se habían sumado. Buscaba seguir las huellas que sus predecesores habían dejado: Añasco y Ampudia. Sin embargo no logró encontrar nada. Llegó al altiplano oriental del río Magdalena y después llegaría al valle del río Cauca. Llegaría a encontrar a ambos en la Villa del Ampudia donde empezarían la exploración del río Cauca. En esa región el último indígena que se valía como defensor fue el cacique Petecuy y su población indígena que se encuentra entre el río Lilí y la coordillera de los andes. Lograron hacer una confederación de tribus para enfrentar a los conquistadores, sin embargo estos últimos lograron imponerse en la batalla. Por otro lado, una tribu indígena llamada Gorrones se rindieron fácilmente al ver el destino de los anteriores. Una vez sucedido esto Belalcázar mandaría a fundar Santiago de Cali el 25 de julio de 1536. Tendría muchos hijos con mujeres indígenas, al igual que sus soldados. Al inicio esta ciudad se encontraba cerca de Vijes y Riofrío. Después sería reubicada gracias al trabajo del capitán Miguel Muñoz en el lugar actual. Ahí el capellán Fray Santos de Añasco celebraría la misa en el lugar hoy ocupado por la Iglesia de la Merced. Belalcázar designó como primera autoridad municipal a Pedro de Ayala.

### Fundación de Asunción de Popayán

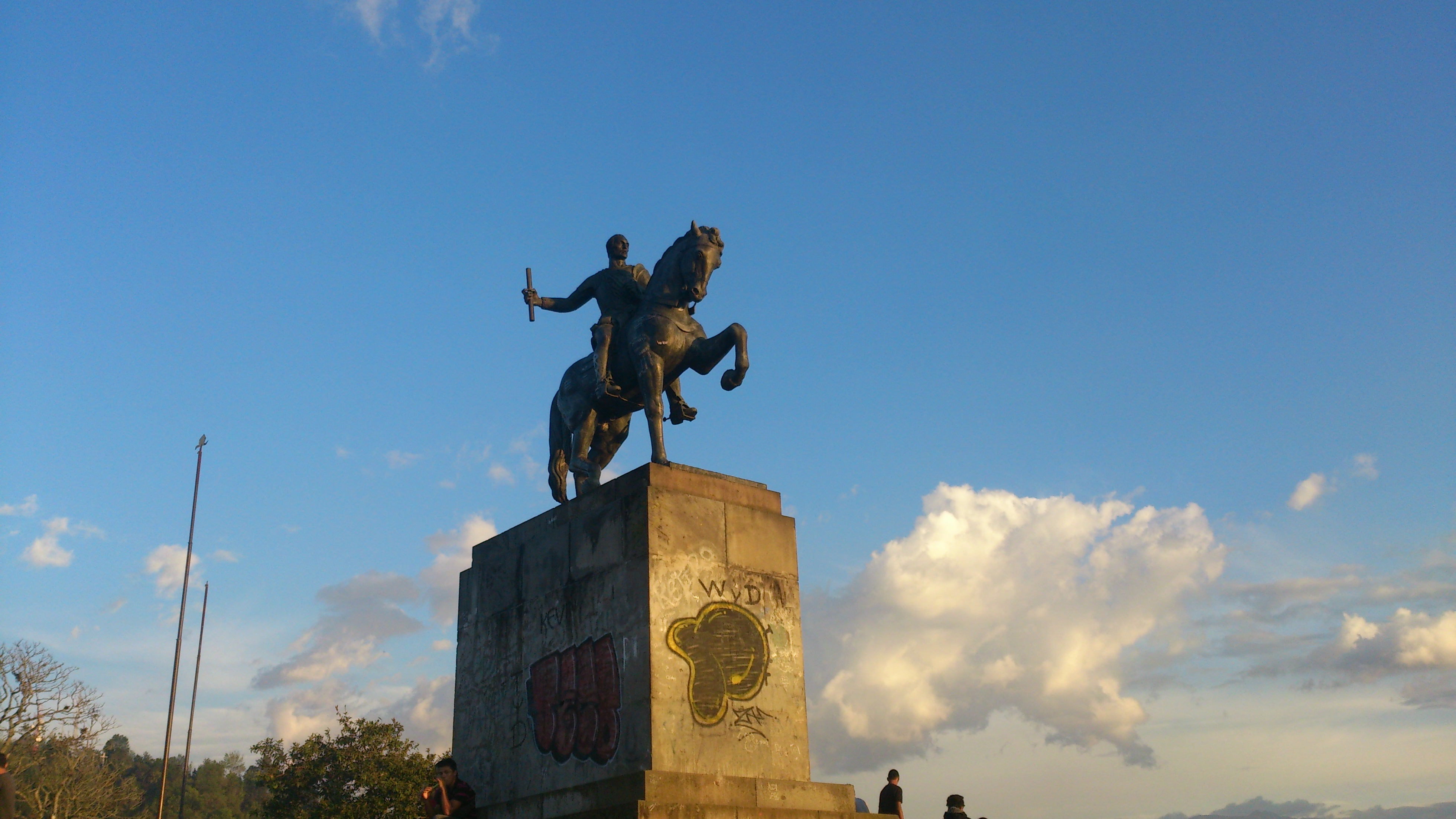
Estatua de Belalcázar en Popayán

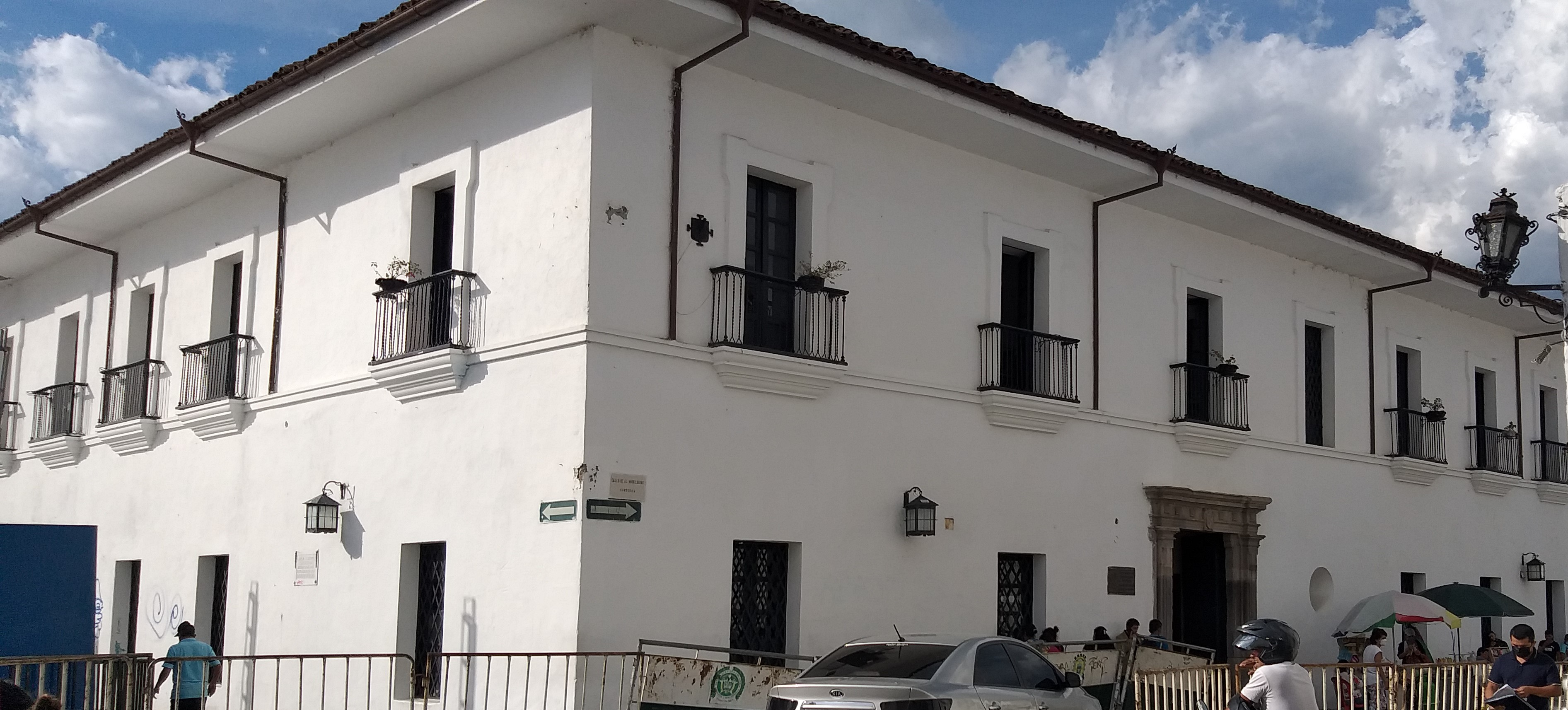
Antigua Casa de Sebastián de Belalcázar Popayán

Seis meses más tarde fundaría Popayán en un valle al sur el 24 de diciembre de ese año. El proceso tomaría tiempo y no sería hasta el 15 de agosto de 1537, que la conquista total de la zona se habría alcanzado. Una vez hecho esto se llevó a cabo la ceremonia de fundación solemne de "la nueva villa". Para ello decidieron conservar el nombre indígena de "Popayán" y pusieron antes el nombre de Asunción en honor a la Asunción de María festividad que se celebraba este día. La misa con la que se celebró la ceremonia fue cantada y tuvo como protagonista a García Sánchez. Para ello se levantó un templo temporal para que funcione como Catedral sobre el costado sur de la futura plaza.

### Rumbo al Nuevo Reino de Granada
En estas campañas perdió gente por lo que regresaría a Quito para tener refuerzos: doscientos soldados y cinco mil indígenas con los que regresaría en 1538 para seguir con sus campañas. Ahí lograría encontrar el nacimiento del río Magdalena que lo seguiría hasta que fundó Timaná el 18 de diciembre de 1538. Buscó continuar con sus conquistas hacia el norte hasta que al igual que Alvarado, descubrió huellas de caballos puesto que Gonzalo Jiménez de Quesada se encontraba en una campaña similar en la búsqueda de El Dorado por lo que había emprendido una campaña hacia el territorio Muisca. Esto sería bautizado como el Nuevo Reino de Granada. Serían encontrados por Nicolás Federmann que desde Venezuela también se encontraba buscando la misma ciudad. Los tres se encontraban en situaciones similares puesto que habían desobedecido a sus gobernadores Fernández de Lugo, Pizarro y Spira para emprender la búsqueda. Acordaron dejar ahí la situación y viajar a la Península con el fin de reclamar sus derechos. También se logró hacer del botín tras la conquista de los muiscas que comprendía cerca de 20.000 pesos para cada uno de los jefes.

## Nombramientos, guerras entre los conquistadores y muerte

### Adelantado y gobernador de Popayán

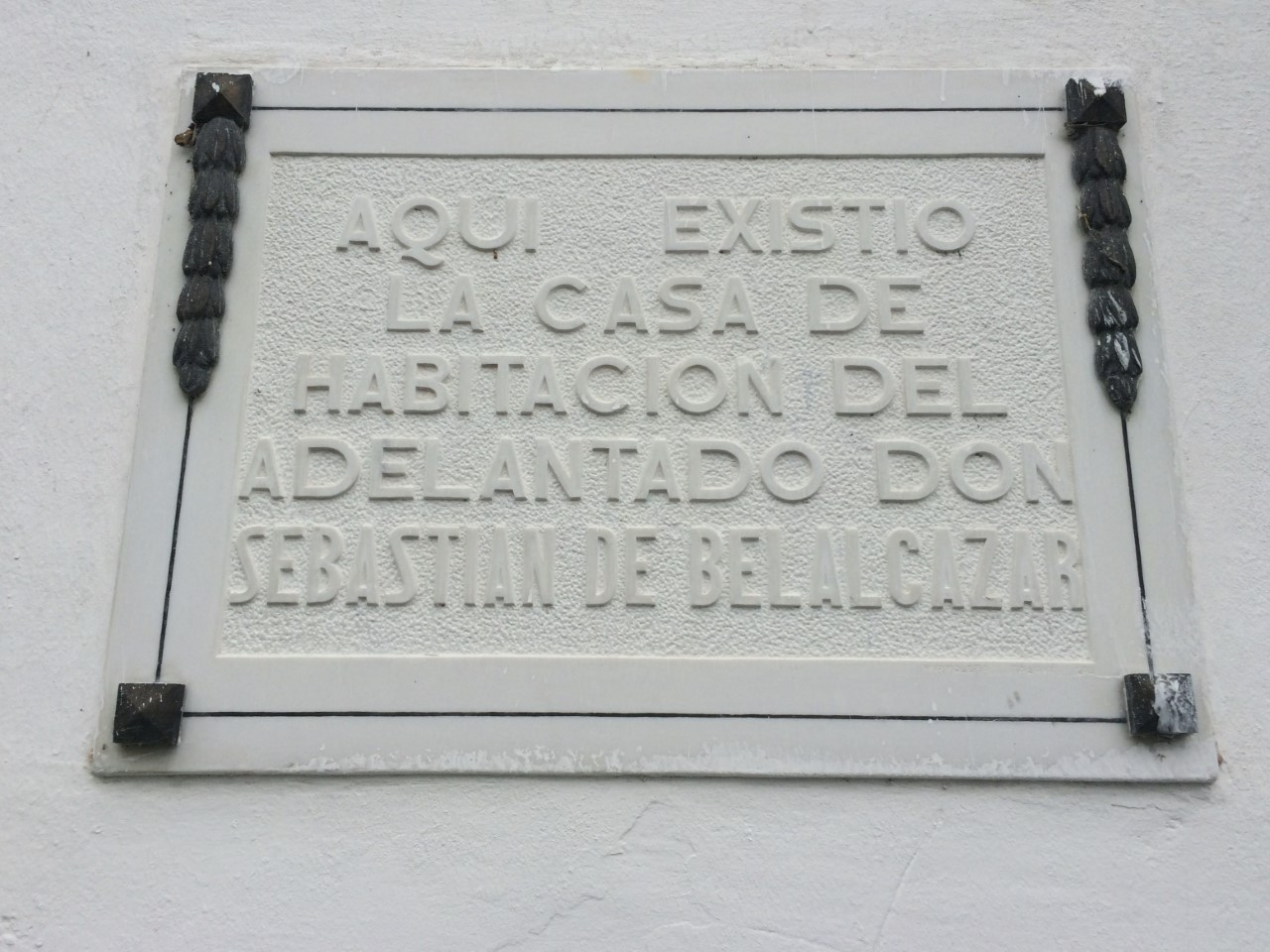
Placa en la casa que habitó Belalcázar en la plaza principal de Popayán (Colombia), ciudad fundada por el Adelantado en enero de 1537.

En mayo de 1540, el rey Carlos I de España lo nombró adelantado de España, otorgándole el cargo de gobernador de Popayán y de un amplio territorio ubicado en las actuales Ecuador y Colombia. El edicto real que lo nombró así es el siguiente: "El emperador Carlos V de Alemania y Carlos I de España le otorgaron la real cédula de 10 de marzo de 1540, que dice:

"Don Carlos, por la Divina Clemencia, Emperador siempre Augusto Rey de Alemania; Doña Juana su madre, y el mismo Don Carlos, por la Gracia de Dios, Rey de Navarra, de Mallorca, de Sevilla, de Cerdeña, de Castilla, de León, de Aragón, de las dos Sicilias, de Jerusalén, etc., por cuanto vos Capitán Sebastián de Belalcázar, continuando vuestros servicios con gente a pie y de a caballo, a vuestra costa habéis descubierto, conquistado y poblado las Ciudades de Popayán y Santiago de Cali y Villas de Anserma, Guanacas, Neiva y otras Provincias y tierras a ellas comarcanas, es nuestra merced y voluntad que de ahora y de aquí en adelante por todos los días de vuestra vida seáis nuestro Gobernador y Capitán General de dichas Ciudades".

Este nombramiento motivó disputas territoriales entre Belalcázar y un gobernador vecino, Pascual de Andagoya, algo muy habitual en los primeros años de la conquista. Belalcázar pudo frenar las pretensiones territoriales de su vecino, ocupando a su vez varias tierras de su rival, después de haber presentado una reclamación ante la Audiencia de Panamá. Posteriormente siguió argumentando su precedencia en Cali lo que le resultó favorable y sería reconocido como gobernador de Popayán.

### Guerras civiles entre los conquistadores del Perú

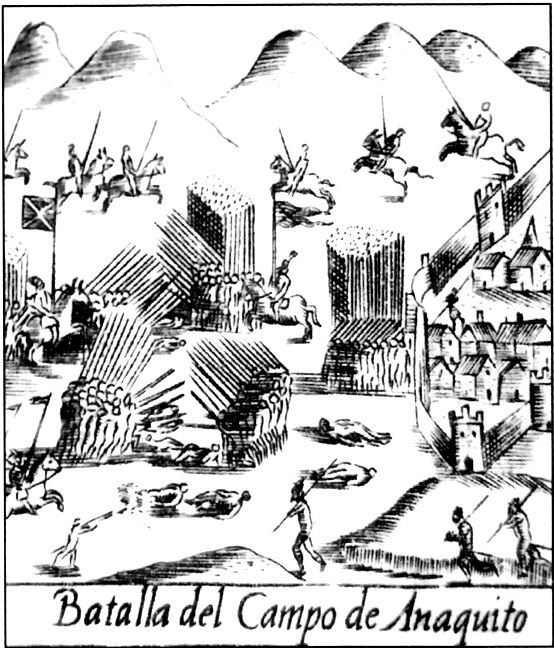
Grabado que representa la batalla de Iñaquito o Añaquito (18 de enero de 1546)

Posteriormente, Belalcázar se vio inmerso en las disputas entre las familias Pizarro y Almagro en Perú, ayudando al licenciado Pedro de la Gasca a vencer a Gonzalo Pizarro. Esto se dio después del asesinato de Francisco Pizarro debido a que el Mozo Almagro se había rebelado. Belalcázar buscó ponerse del lado del Rey y mantenerse fiel, pero buscó al mismo tiempo entrevistarse con el Mozo, quien era su ahijado. No se le concedió el permiso en medio de toda la caótica situación por lo que tuvo que acompañar al visitador desde Popayán hasta Quito, ya que se sospechaba, por sus precedentes de ser otro rebelde encubierto. Logró que no se le obligue presentarse alegando su edad y regresó a Popayán donde escribió nuevamente al Rey el 20 de septiembre de 1542 su deseo de buscar El Dorado y el País de la Canela. Mientras se encontraba en los preparativos le llegó una carta de Gonzalo Pizarro donde se enteró de los malos resultados de la expedición emprendida en esa dirección y de lo que había encontrado Francisco de Orellana con los bergantines que debían ir al mar del norte. Por esta razón desistiría y se dedicó a su gobernación donde encontraba frecuentemente problemas y la necesidad de pacificación. Fundó después la ciudad de Arma y empezó una campaña militar en contra de los paeces. Así las cosas, con los territorios conquistados llegaría en 1544 a Cartagena Miguel Díaz de Armendáriz quien sería el visitador que se encargaría de ejercer las leyes en el Reino recién nacido. Empezaron a surgir acusaciones en contra de su gobierno. Recibió cartas del Pizarro para que mate al virrey, argumentando que sería para el bien del Reino. Sin embargo, se mantuvo fiel al Rey a pesar de las relaciones cercanas que tenía con los rebeldes. Se uniría a las tropas del virrey en Pasto. Se enfrentarían en la batalla del 18 de enero de 1545 que le sería desfavorable. Fue herido por un disparo de arcabuz, cayó al suelo herido. Fue reconocido y lo llevaron las huestes de Gómez de Alvarado para pedirle a Gonzalo Pizarro que le perdonara la vida. Después de eso le permitiría regresar a su gobernación, una vez termine de curar en su descanso de dos meses en Quito. Por esta razón después levantaría sospechas de cooperación con los rebeldes. Un año más tarde llegaría Pedro de la Gasca, el pacificador quien había sido enviado con el fin de acabar con las guerras entre conquistadores empezadas por el rebelde Gonzalo Pizarro. Fue aquí que se vio beneficiado puesto que el juicio de resistencia que debía enfrentar se puso en suspenso ya que se le necesitaba. Por esta razón en 1547 empezaría la campaña junto a la Gasca en Quito. Un año más tarde se uniría a un ejército leal al Rey en Perú, junto a Pedro de Valdivia y Lorenzo de Aldana. Tenía cincuenta y ocho años de edad y había logrado probar su valía por lo que ahora mandaba el escuadrón de Caballería con un total de ciento cincuenta soldados que le respondían. Lograron imponerse por lo que terminarían con las vidas de los rebeldes Gonzalo Pizarro, Francisco de Carvajal y Juan de Acosta.

### Condenado a muerte por el tribunal español

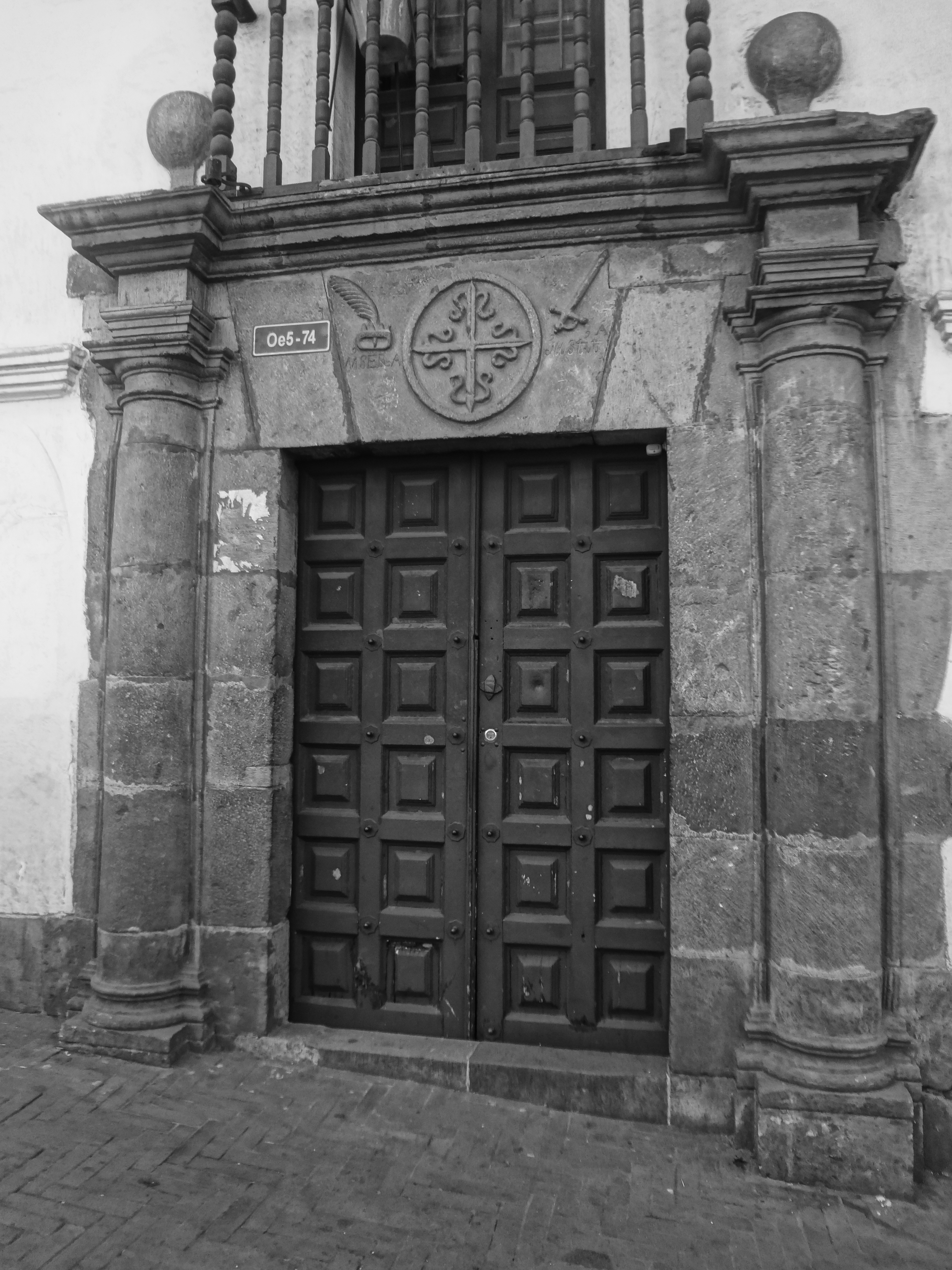
Puerta de la "Casa de Benalcázar" en Quito, donde después funcionaría la Inquisición de la Real Audiencia de Quito

Después de esto, sin embargo tendría que enfrentar la justicia algo que dio largas en lo que también recibió ayuda de la Gasca. Llegaría finalmente el 13 de julio de 1549. Sus cargos se debían a que en 1546 ordenó la ejecución de Jorge Robledo, un gobernador provincial vecino, en otra disputa territorial. Por esta razón fue enjuiciado in absentia por este crimen, hallado culpable y condenado a muerte por este asesinato, además de condenado por malos tratos cometidos hacia los indígenas del Nuevo Mundo y por participar de las luchas acaecidas entre los conquistadores.

### Fallecimiento durante el viaje de apelación
El adelantado Sebastián de Belalcázar falleció en el año 1551 en la ciudad de Cartagena de Indias, antes de emprender el viaje de vuelta a España para apelar la decisión del tribunal.
Sobre la descendencia del conquistador, la historiadora colombiana Margarita Diez-Colunje y Pombo elaboró un estudio genealógico publicado en la revista Popayán en 1910, en el marco de las conmemoraciones por el primer centenario de la Independencia de Colombia. En dicha investigación se establece que Belalcázar es el tronco común de varios de los próceres de la emancipación colombiana, entre ellos, Silvestre Ortiz, Fidel Pombo O'Donnell, Miguel de Pombo, Francisco Antonio de Ulloa, José María Quijano, Francisco José de Caldas, Camilo Torres Tenorio y Joaquín Cayzedo y Cuero.
Murió sin haber podido disfrutar de su recompensa ni hacer vida como Gobernador por los problemas que surgieron fruto de las guerras entre los conquistadores, sus excesos durante la conquista, las pugnas de poder que tuvo durante su mandato en Popayán. Logró conseguir el cargo, fue protagonista de la conquista del incario y cambio su suerte que se rodeaba de adversidades en la Península, todo esto habiendo sido analfabeto. Tendió alianzas con otros conquistadores pero supo mantenerse leal al Rey cuando importaba. Se rebeló de Pizarro para seguir con la conquista hacia el norte pero fue lo suficientemente hábil para lograr victorias militares y justificar jurídicamente su precedencia.

## Legado y memoria

### Legado como conquistador
Sebastián de Belalcázar participó en las siguientes batallas importantes en la conquista del norte del Tahuantinsuyo:
- Captura de Atahualpa
- Tercera Batalla de Tiocajas
- Batalla de Iñaquito
- Batalla por la fundación de Guayaquil
- Expedición en la búsqueda de El Dorado
- Batalla por la fundación de Popayán
- Batalla por la fundación de Cali

### Memoria de Belalcázar
Diego de Almagro, Francisco de Orellana y Sebastián de Belalcázar fueron los conquistadores más importantes de la historia de Ecuador. El primero por garantizar las campañas iniciales de conquista del norte del incario y la fundación de la primera ciudad de Ecuador, Santiago de Quito. El segundo en cambio por las expediciones realizadas en la zona oriental, lo que le llevaría a descubrir el Río Amazonas. Belalcázar sería al mismo tiempo conquistador pues fue uno de los principales militares en la fundación de Quito y Guayaquil, y también explorador pues su búsqueda de El Dorado y El País de la Canela lo llevaría hacia el norte y fundaría Cali y Popayán. En la actualidad las fiestas de Quito, celebran la fundación que hizo el 6 de diciembre junto a Almagro. Además la "plaza chica" que se encuentra en el centro histórico de Quito está dedicada a él. Uno de los colegios municipales más importantes toma su nombre. En Cali cuenta con un importante monumento en su honor, al igual que en Popayán donde fue gobernador. Existen presidentes de Colombia además, que son descendientes de Belalcázar.

### Homenajes

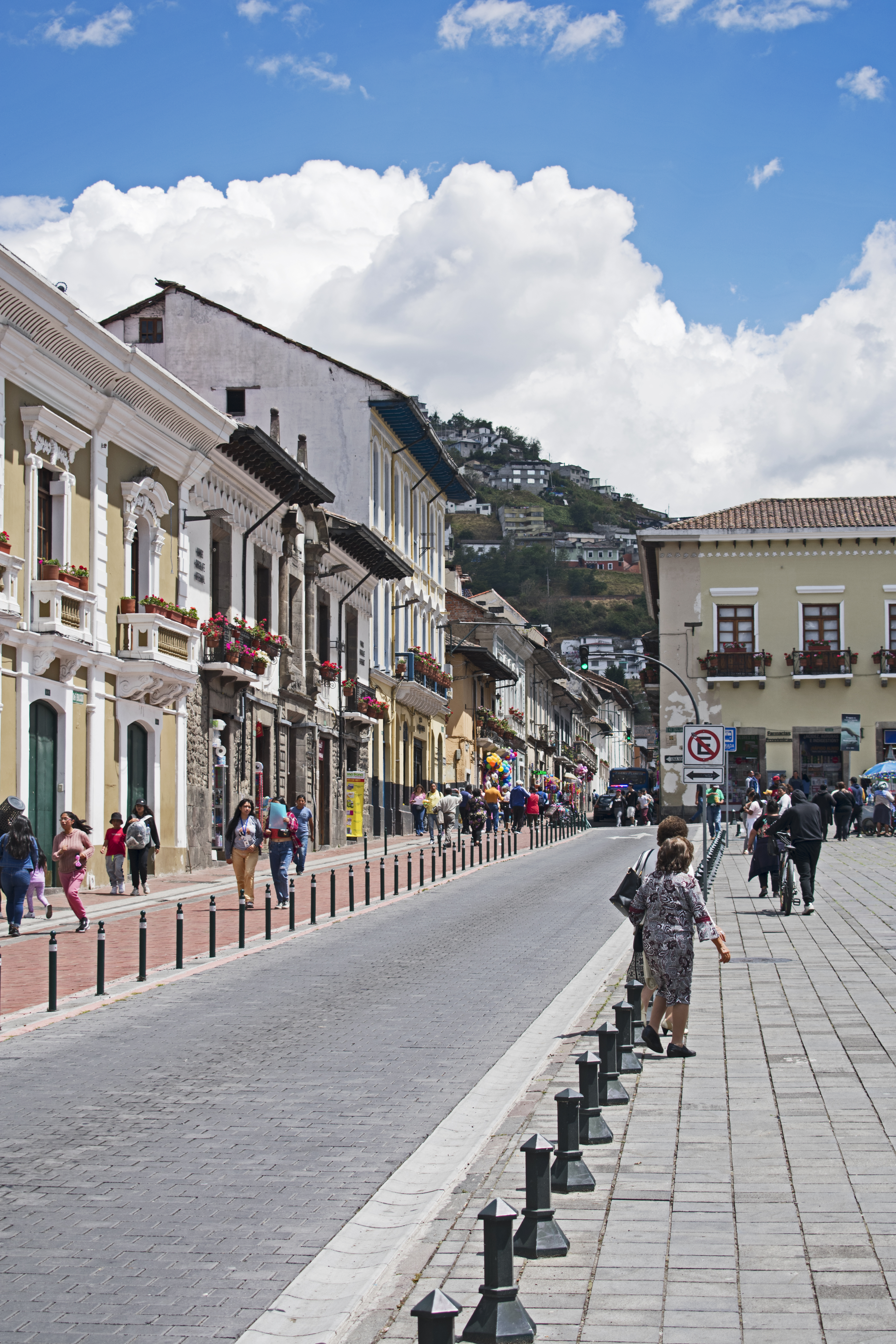
Calle Benalcázar en Quito
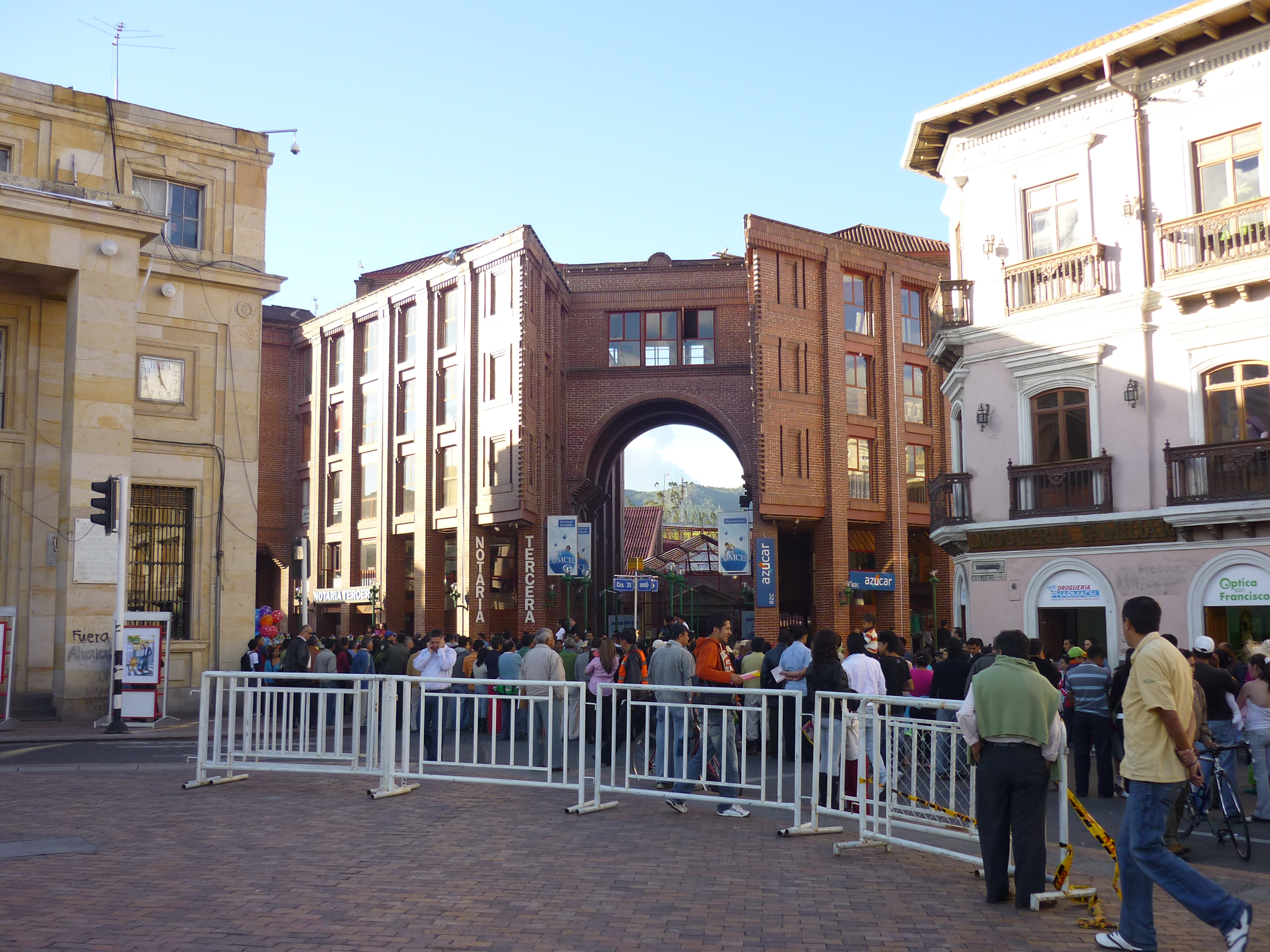
Centro Comercial Sebastián de Belalcázar en Pasto
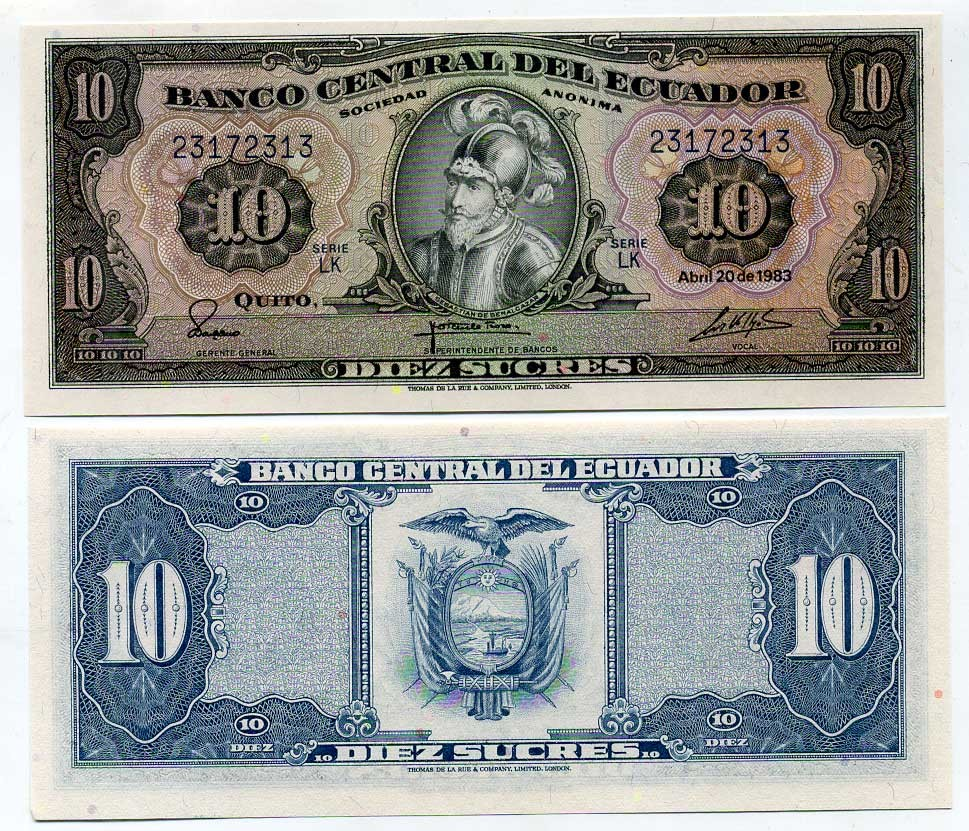
Billete de diez sucres, antigua moneda de Ecuador con el retrato de Belalcázar

| Predecesor: No existe (creación del cargo) | Primer Teniente de Quito en la Gobernación de Nueva Castilla 1533-1538 | Sucesor: Lorenzo de Aldana 1538 - 1540 |